# Maxo Kream
Эмекване Огугуа Биосах-младший (род. 29 марта 1990, Хьюстон, Техас, США), более известный как Maxo Kream — американский рэпер и автор песен. Его дебютный студийный альбом Punken был выпущен 12 января 2018 года, а второй Brandon Banks 19 июля 2019 года.

## Карьера
Отец Эмекване нигерийский иммигрант. Kream начал читать рэп в старшей школе, в то время он состоял в группе Kream Clicc. В 2012 году Эмекване начал набирать популярность после выпуска ремикса на песню Кендрика Ламара «Rigamortus» на платформе YouTube. Его ранние микстейпы Retro Card и Quicc Strikes достигли 85,000 прослушиваний на LiveMixtapes. В 2014 году он участвовал в туре Chief Keef в Техасе.
Его микстейп 2015 года #Maxo187 получил внимание от крупных изданий, среди них: XXL, Pitchfork и других. В 2016 году выпустил микстейп The Persona Tape.
В 2018 году Эмекване выпустил дебютный студийный альбом Punken.
27 июня 2019 года он подписал контракт с лейблом Roc Nation.
19 июля 2019 года Kream выпустил второй студийный альбом Brandon Banks на лейблах Big Persona, 88 Classic и RCA Records.

## Проблемы с законом
22 октября 2016 года Maxo Kream был арестован за участие в «организованние преступности». Он содержался в тюрьме округа Форт-Бенд в Ричмонде, штат Техас.

## Дискография

### Студийные альбомы
| Название            | Детали | Высшая позиция в чарте |
| Название            | Детали | US                     |
| ------------------- | --- | ---------------------- |
| Punken              | - Выпущен: 12 января 2018 года - Лейблы: Kream Clicc и TSO - Форматы: Цифровая загрузка, стриминг                       | —                      |
| Brandon Banks       | - Выпущен: 19 июля 2019 года - Лейблы: Big Persona, 88 Classic, RCA и Roc Nation - Форматы: Цифровая загрузка, стриминг | 68                     |
| Weight of the World | - Выпущен: 18 октября 2021 года - Лейбл: RCA - Форматы: Цифровая загрузка, стриминг                                     | —                      |

### Микстейпы
| Название         | Детали                                                                               |
| ---------------- | ------------------------------------------------------------------------------------ |
| Retro Card       | - Выпущен: 9 апреля 2012 года - Лейбл: Вне лейбла - Формат: Цифррвая загрузка        |
| Quicc Strikes    | - Выпущен: 30 сентября 2013 года - Лейбл: Вне лейбла - Формат: Цифровая загрузка     |
| #Maxo187         | - Выпущен: 5 марта 2015 года - Лейбл: TSO Records - Формат: Цифровая загрузка        |
| The Persona Tape | - Выпущен: 28 июня 2016 года - Лейблы: Kream Clicc и TSO - Формат: Цифровая загрузка |

### Синглы

#### Каа главный исполнитель
| Название                                       | Год  | Альбом              |
| ---------------------------------------------- | ---- | ------------------- |
| «Cell Boomin» (при участии Father)             | 2015 | #Maxo187            |
| «Thirteen»                                     | 2015 | #Maxo187            |
| «Out the Door» (при участии Key!)              | 2015 | The Persona Tape    |
| «Shop»                                         | 2015 | The Persona Tape    |
| «Grannies»                                     | 2017 | Punken              |
| «5200»                                         | 2017 | Punken              |
| «Bussdown»                                     | 2017 | Punken              |
| «Mars» (при участии Lil Uzi Vert)              | 2017 | Non-album single    |
| «Meet Again»                                   | 2019 | Brandon Banks       |
| «Still»                                        | 2019 | Brandon Banks       |
| «She Live» (при участии Megan Thee Stallion)   | 2019 | Brandon Banks       |
| «Big Persona» (при участии Tyler, the Creator) | 2021 | Weight of the World |

#### Как гостевой исполнитель
| Название                                                          | Год  | Альбом             |
| ----------------------------------------------------------------- | ---- | ------------------ |
| «Flexin» (J Stash при участии Maxo Kream)                         | 2014 | Внеальбомный сингл |
| «Fetti» (Playboi Carti при участии Da$H и Maxo Kream)             | 2015 | Внеальбомный сингл |
| «Super» (Yarbro the Dragon при участии Maxo Kream и Alief Biggie) | 2016 | Внеальбомный сингл |

### Гостевое участие
| Название             | Год  | Исполнитель(и)                       | Альбом                                         |
| -------------------- | ---- | ------------------------------------ | ---------------------------------------------- |
| «Flex Hard» (ремикс) | 2014 | YF, Katie Got Bandz                  | I Am YF                                        |
| «Mary and Mollly»    | 2015 | Dice SoHo                            | Icey Life                                      |
| «7 Day Theory»       | 2015 | Dash                                 | SkrewFace                                      |
| «16 Speakers»        | 2015 | Chuck Inglish, Caleb James, Fat Tony | Everybody’s Big Brother                        |
| «She Fuckin'»        | 2015 | Les                                  | Steak x Shrimp 2                               |
| «Chopper»            | 2016 | Fredo Santana, 808 Mafia             | Fredo Mafia                                    |
| «Pull Up»            | 2017 | Trae tha Truth                       | Tha Truth, Pt. 3                               |
| «Hole in My Heart»   | 2017 | AD                                   | Blue 89 C2                                     |
| «Pictures»           | 2017 | Suicideboys                          | Kill Yourself Part XV: The Coast of Ashes Saga |
| «Moral»              | 2018 | IDK                                  | IDK & Friends :)                               |
| «Oh Wow…Swerve»      | 2019 | Dreamville                           | Revenge of the Dreamers III                    |
| «Brazy Crazy»        | 2019 | Sauce Walka                          | Sauce Ghetto Gospel 2                          |
| «I Was Trappin»      | 2020 | Peso Peso                            | Salsa                                          |
| «Bulletproof»        | 2020 | IDK, Дензел Карри                    | IDK & Friends 2 (Basketball County soundtrack) |